# 斯泰普內 (紹斯特卡區)
52°5′39″N 33°44′45″E / 52.09417°N 33.74583°E
斯泰普內（烏克蘭語：Степне）是位於烏克蘭東北部的村莊，由蘇梅州紹斯特卡區的亞姆皮利市鎮負責管轄。該村處於比奇哈河左岸，距離費奧菲利夫卡2公里，海拔高度175米，2001年人口763。